# Pouteria
Pouteria es un género de la familia Sapotaceae. Todos sus miembros son árboles. Muchas especies producen frutas comestibles. Algunas incluso son comercialmente recolectadas y vendidas en mercados locales o enlatadas para su venta. En la región del Río de la Plata reciben el nombre común de aguaí  o aguay.

## Usos
Las especies de Pouteria tienen una madera dura, pesada y flexible utilizada en construcciones navales de exterior como pilotes de dársenas, muelles, etc.  Algunas especies como Abiurana ferro, se consideran resistentes al ataque de los gusanos barrenadores marinos;  sin embargo, esta característica depende del contenido de sílice que puede variar de 0 a 0,9 %. El peso/volumen (a 12 % de humedad) de la madera puede exceder 1.140 kg/m³, es decir, se hunde en el agua.
Los vasos son relativamente pequeños y normalmente en series de 2-4; las fibras medulares son finas y cerradas entre sí. Se puede obtener un excelente brillo de esta madera usando lija ultrafina y posiblemente algo de cera. Suelen presentar un atractivo tono oscuro contra un fondo entre arenoso a pardo claro. Sin embargo, la madera es tan pesada y dura que es demasiado difícil de usar en carpintería; en especial con herramientas manuales e incluso con maquinaria es difícil trabajarla.
Las especies de Pouteria son alimento de las larvas de ciertas especies de Lepidoptera incluyendo a Dalcera abrasa, siendo registrada en P. ramiflora.  

## Sistemática y taxonomía
Pouteria es un taxón accesorio, y su tamaño está continuamente expandiéndose o decreciendo. 
El género Labatia (1788), por el botánico francés Jean-Baptiste Labat, se mantuvo como una entidad distinta hasta la década de 1930 cuando fue finalmente clasificado en el género Pouteria. Planchonella también fue incluido él. 
Este es un género emparentado con Manilkara, el cual produce también maderas duras y pesadas.
El género fue descrito por Jean Baptiste Christophore Fusée Aublet y publicado en Histoire des Plantes de la Guiane Françoise 1: 85–86, pl. 33, en 1775.

#### Etimología
Pouteria: nombre genérico latinizado del vocablo en lengua kariña (o lengua galibi) pourama-pouteri, usado por el pueblo Kali'na (antiguamente Galibi o Caribe) como nombre vernáculo para designar a la especie Pouteria guianensis en la Guayana Francesa.

## Especies seleccionadas
- Pouteria altissima
- Pouteria areolatifolia
- Pouteria bonneriana
- Pouteria briocheoides
- Pouteria caimito
- Pouteria campechiana - Canistel
- Pouteria capacifolia Pilz, 1977
- Pouteria costata
- Pouteria domingensis (C.F.Gaertn.) Baehni - zapote de culebra[6]
- Pouteria gardneriana
- Pouteria gigantea (Diels) Pilz, 1977
- Pouteria guianensis
- Pouteria lucuma
- Pouteria macrophylla (Lam.) Eyma - yema de huevo[6]
- Pouteria nemorosa
- Pouteria pachycalyx T.D.Penn., 1990
- Pouteria pallens T.D.Penn., 1990
- Pouteria peruviensis
- Pouteria pisquiensis
- Pouteria polysepala T.D.Penn., 1990
- Pouteria quicheana
- Pouteria reticulata
- Pouteria salicifolia
- Pouteria sandwicensis
- Pouteria sapota - mamey
- Pouteria splendens - lucuma de Valparaíso
- Pouteria tarapotensis
- Pouteria ucuqui

## Sinonimia
| - Achradelpha O.F.Cook - Albertisiella Pierre ex Aubrév. - Aningeria Aubrév. & Pellegr. - Barylucuma Ducke - Beauvisagea Pierre - Beccarimnia Pierre ex Koord. - Blabea Baehni - Blabeia Baehni - Bureavella Pierre - Calocarpum Pierre - Calospermum Pierre - Caramuri Aubrév. & Pellegr. - Chaetocarpus Schreb. - Daphniluma Baill. - Discoluma Baill. - Dithecoluma Baill. - Eglerodendron Aubrév. & Pellegr. - Englerella Pierre - Eremoluma Baill. - Fontbrunea Pierre - Franchetella Pierre | - Gayella Pierre - Gomphiluma Baill. - Guapeba Gomes - Hormogyne A.DC. - Ichthyophora Baehni - Iteiluma Baill. - Krausella H.J.Lam - Krugella Pierre - Labatia Sw. - Leioluma Baill. - Lucuma Molina - Maesoluma Baill. - Malacantha Pierre - Microluma Baill. - Myrsiniluma Baill. - Myrtiluma Baill. - Nemaluma Baill. - Neolabatia Aubrév. - Neoxythece Aubrév. & Pellegr. - Ochroluma Baill. - Oxythece Miq. | - Paralabatia Pierre - Peteniodendron Lundell - Peuceluma Baill. - Piresodendron Aubrév. ex Le Thomas - Pleioluma Baill. - Podoluma Baill. - Poissonella Pierre - "Prozetia" Neck. (nom. inval.) - Pseudocladia Pierre - Pseudolabatia Aubrév. & Pellegr. - Pseudoxythece Aubrév. - Pyriluma (Baill.) Aubrév. - Radlkoferella Pierre - Richardella Pierre - Sandwithiodoxa Aubrév. & Pellegr. - Siderocarpus ierre - Syzygiopsis Ducke - Urbanella Pierre - Woikoia Baehni - Wokoia Baehni |

Además, los siguientes géneros se incluyen a veces en Pouteria
- Beccariella Pierre
- Boerlagella Cogn.
- Planchonella Pierre
- Sersalisia R.Br.
- Van-royena Aubrév.[7]